# Associazione Calcio Cesena 1996-1997
Questa pagina raccoglie le informazioni riguardanti l'Associazione Calcio Cesena nelle competizioni ufficiali della stagione 1996-1997.

## Stagione
Nella stagione 1996-1997 il Cesena disputa il campionato di Serie B, raccoglie 40 punti, che gli valgono il terz'ultimo posto in classifica, e la conseguente retrocessione in Serie C1. La stagione dei bianconeri è iniziata con in panchina Marco Tardelli, a fine ottobre, dopo una partenza con una sola vittoria in 8 otto giornate, si passa a Pippo Marchioro, ma anche con lui la situazione non cambia, si termina il girone di andata all'ultimo posto con 17 punti. La dirigenza cesenate affida allora la squadra alla coppia formata da Giampiero Ceccarelli e Corrado Benedetti che ottengono qualche progresso, ma senza continuità non riescono a mantenere la categoria. Dario Hubner ha dato anche in questa tribolata stagione, il suo notevole contributo, realizzando 18 reti, delle quali 15 in campionato. Un poco meglio il percorso dei bianconeri in Coppa Italia, nel primo turno viene superato il Castel di Sangro, nel secondo turno viene eliminata la Roma, nel terzo turno, sempre ad eliminazione in gara unica, si esce dal torneo per mano della Cremonese, che si impone al Manuzzi (1-2).

## Rosa
| N. |                   | Ruolo | Calciatore         |
| -- | ----------------- | ----- | ------------------ |
| 9  | Italia (bandiera) | A     | Massimo Agostini   |
| 17 | Italia (bandiera) | D     | Fabrizio Albonetti |
| 8  | Italia (bandiera) | D     | Antonio Aloisi     |
|    | Italia (bandiera) | A     | Fabio Alteri       |
| 2  | Italia (bandiera) | D     | Dario Baccin       |
| 6  | Italia (bandiera) | A     | Alessandro Bianchi |
|    | Italia (bandiera) | A     | Girolamo Bizzarri  |
| 23 | Italia (bandiera) | D     | Mauro Bonomi       |
| 15 | Italia (bandiera) | C     | Giovanni Bosi      |
|    | Italia (bandiera) | A     | Emanuele Chiaretti |
| 10 | Italia (bandiera) | C     | Aldo Dolcetti      |

| N. |                   | Ruolo | Calciatore           |
| -- | ----------------- | ----- | -------------------- |
| 3  | Italia (bandiera) | C     | Vincenzo Esposito    |
| 1  | Italia (bandiera) | P     | Valerio Fiori        |
| 11 | Italia (bandiera) | A     | Dario Hübner         |
| 13 | Italia (bandiera) | C     | Omar Melizza         |
| 4  | Italia (bandiera) | C     | Luigi Piangerelli    |
| 18 | Italia (bandiera) | C     | Paolo Ponzo          |
| 5  | Italia (bandiera) | D     | Claudio Rivalta      |
| 20 | Italia (bandiera) | C     | Emiliano Salvetti    |
| 22 | Italia (bandiera) | P     | Andrea Sardini       |
| 7  | Italia (bandiera) | C     | Alessandro Teodorani |
| 24 | Italia (bandiera) | D     | Gianluca Zanetti     |

## Risultati

### Campionato

#### Girone di andata
| Arbitro: | De Santis (Tivoli) |

|                 |           |  |
| Florijancic 58’ | Marcatori |  |

| Arbitro: | Gronda (Genova) |

|                              |           |                    |
| Hubner 13’, 23’ Agostini 28’ | Marcatori | 17’ (rig.) Dionigi |

| Arbitro: | Nucini (Bergamo) |

|                       |           |              |
| Melis 65’ Cerbone 90’ | Marcatori | 48’ Dolcetti |

| Arbitro: | Racalbuto (Gallarate) |

|             |           |          |
| Salvetti 6’ | Marcatori | 4’ Nappi |

| Arbitro: | Dagnello (Trieste) |

|         |           |            |
| Binz 9’ | Marcatori | 11’ Hubner |

| Arbitro: | Preschern (Mestre) |

|                    |           |           |
| Zanutta 81’ (aut.) | Marcatori | 55’ Sullo |

| Arbitro: | Pin (Conegliano) |

|            |           |  |
| Pisano 79’ | Marcatori |  |

| Arbitro: | Rodomonti (Teramo) |

|                   |           |               |
| Hubner 30’ (rig.) | Marcatori | 56’ Zironelli |

| Arbitro: | Serena (Bassano del Grappa) |

|          |           |  |
| Bosi 48’ | Marcatori |  |

| Bari 10 novembre 1996 10ª giornata | Bari            | 0 – 0 | Cesena | Stadio San Nicola\| Arbitro: \| Gronda (Genova) \| |
| Arbitro:                           | Gronda (Genova) |       |        |                                                    |

| Arbitro: | Rossi (Ciampino) |

|            |           |               |
| Hubner 47’ | Marcatori | 42’ Assennato |

| Arbitro: | Preschern (Mestre) |

|                |           |  |
| Gioacchini 38’ | Marcatori |  |

| Arbitro: | Pellegrino (Barcellona Pozzo di Gotto) |

|                 |           |                                          |
| Hubner 45’, 59’ | Marcatori | 28’ (aut.) Ponzo 75’ Suppa 84’ Lucarelli |

| Arbitro: | Gambino (Barletta) |

|             |           |  |
| Maspero 59’ | Marcatori |  |

| Foggia 22 dicembre 1996 15ª giornata | Foggia              | 0 – 0 | Cesena | Stadio Pino Zaccheria\| Arbitro: \| Ercolino (Ciampino) \| |
| Arbitro:                             | Ercolino (Ciampino) |       |        |                                                            |

| Arbitro: | Bazzoli (Merano) |

|              |           |          |
| Agostini 38’ | Marcatori | 34’ Paci |

| Arbitro: | Collina (Viareggio) |

|                        |           |  |
| Iachini 4’ Rinaldi 78’ | Marcatori |  |

| Arbitro: | Bettin (Padova) |

|                                |           |                |
| Salvetti 21’ Hubner 84’ (rig.) | Marcatori | 88’ Bertarelli |

| Arbitro: | Dagnello (Trieste) |

|                                 |           |                      |
| Francioso 7’ Bianchi 58’ (aut.) | Marcatori | 39’ (aut.) Macellari |

#### Girone di ritorno
| Arbitro: | Racalbuto (Gallarate) |

|                   |           |              |
| Hubner 15’ (rig.) | Marcatori | 17’ Ferrante |

| Arbitro: | Nicchi (Arezzo) |

|  |           |            |
|  | Marcatori | 71’ Aloisi |

| Arbitro: | Ercolino (Ciampino) |

|              |           |             |
| Agostini 37’ | Marcatori | 54’ Cossato |

| Arbitro: | Rossi (Ciampino) |

|           |           |  |
| Nappi 88’ | Marcatori |  |

| Arbitro: | Rodomonti (Teramo) |

|               |           |                               |
| Chiaretti 83’ | Marcatori | 7’ Doni 15’ Neri 84’ Bizzarri |

| Arbitro: | Nucini (Bergamo) |

|                                    |           |                          |
| Gelsi 30’ Di Giannatale 66’ (rig.) | Marcatori | 15’ Zanetti 35’ Dolcetti |

| Arbitro: | De Santis (Tivoli) |

|                             |           |             |
| Salvetti 8’ Piangerelli 90’ | Marcatori | 65’ Masinga |

| Arbitro: | Farina (Novi Ligure) |

|  |           |              |
|  | Marcatori | 87’ Salvetti |

| Arbitro: | Branzoni (Pavia) |

|             |           |  |
| Alberti 85’ | Marcatori |  |

| Arbitro: | Pin (Conegliano) |

|  |           |                          |
|  | Marcatori | 69’ Ventola 81’ Olivares |

| Arbitro: | Preschern (Mestre) |

|  |           |            |
|  | Marcatori | 90’ Hubner |

| Arbitro: | Bonfrisco (Monza) |

|                         |           |                       |
| Agostini 73’ Hubner 87’ | Marcatori | 55’ Voria 68’ Guidoni |

| Arbitro: | Ceccarini (Livorno) |

|                 |           |  |
| Lantignotti 78’ | Marcatori |  |

| Arbitro: | Dagnello (Trieste) |

|                                            |           |  |
| Teodorani 63’ Agostini 65’ Hubner 83’, 90’ | Marcatori |  |

| Arbitro: | Nucini (Bergamo) |

|                        |           |                                   |
| Hubner 1’ Agostini 90’ | Marcatori | 45’ (rig.) Colacone 88’ Zanchetta |

| Arbitro: | Trentalange (Torino) |

|                           |           |  |
| Rastelli 4’ Vannucchi 36’ | Marcatori |  |

| Arbitro: | Bazzoli (Merano) |

|                         |           |  |
| Agostini 60’ Hubner 88’ | Marcatori |  |

| Arbitro: | Boggi (Salerno) |

|                               |           |  |
| Martuscello 1’ Cappellini 22’ | Marcatori |  |

| Arbitro: | Messina (Bergamo) |

|  |           |                                   |
|  | Marcatori | 1’ Francioso 33’, 84’ F. Palmieri |

### Coppa Italia
| Arbitro: | Branzoni (Pavia) |

|  |           |                    |
|  | Marcatori | 38’ Ponzo 45’ Bosi |

| Arbitro: | Cesari (Genova) |

|                                    |           |                    |
| Hubner 3’ (rig.), 87’ Agostini 74’ | Marcatori | 63’ (rig.) Fonseca |

| Arbitro: | Stafoggia (Pesaro) |

|                   |           |                                 |
| Hubner 86’ (rig.) | Marcatori | 1’ Mirabelli 90’ (rig.) Maspero |